# Uchū no Stellvia
Uchū no Stellvia (jap. 宇宙のステルヴィア, Uchū no Suteruvia) ist eine Anime-Serie. Die Science-Fiction-Serie wurde erstmals 2003 ausgestrahlt.

## Handlung
Im Jahr 2176 löschte eine elektromagnetische Partikelwelle beinahe alles Leben auf der Erde aus. 180 Jahre später steht der Einschlag einer zweiten Welle kurz bevor, allerdings haben sich die Menschen dieses Mal vorbereitet. Die Völker der Erde haben sich zusammengetan und gigantische Raumstationen und Schutzschilde errichtet, die die Erde schützen sollen.
Auf dem Weg nach Stellvia, einer dieser Raumstationen, befindet sich die sechzehnjährige Shima Katase (片瀬 志麻, Katase Shima), die dort ihre Ausbildung beginnen will. Dabei freundet sie sich mit Arisa Glennorth und weiteren Schülern an. Sie erleben etliche Abenteuer.

## Entstehung und Veröffentlichungen
Die 26 Episoden der Serie entstanden im Animationsstudio XEBEC. Als Regisseur fungierte Tatsuo Satō, der diese Tätigkeit zuvor bereits bei der Serie Nadesico übernommen hatte.
Die Erstausstrahlung von Uchū no Stellvia im japanischen Fernsehen fand vom 2. April bis zum 25. September 2003 auf TV Tokyo statt. Anschließend kam die Serie auf acht DVDs heraus. Geneon vertrieb den Anime in den Vereinigten Staaten.

### Synchronsprecher
| Rolle           | japanischer Sprecher (Seiyū) |
| --------------- | ---------------------------- |
| Shima Katase    | Ai Nonaka                    |
| Kouta Otoyama   | Takahiro Mizushima           |
| Arisa Glennorth | Yuki Matsuoka                |

### Musik
Die Musik wurde von Seikō Nagaoka komponiert. Für den Vorspann verwendete man das Lied Asu e no Brilliant Road von Angela. Die Abspanntitel sind Kirei na Yozora, The End of the World und Dear my best friend, alle ebenfalls von Angela.

## Adaptionen
Auf Basis der Anime-Serie erschienen mehrere Videospiele: 2003 ein Strategiespiel für den PC sowie 2004 ein PlayStation-2-Spiel und ein Game-Boy-Advance-Spiel.
Der Mangazeichner Ryō Akizuki setzte die Handlung als Manga-Serie um. Diese wurde von 2003 bis 2004 in Einzelkapiteln im Manga-Magazin Comic Dengeki Daiō veröffentlicht, in dem zu dieser Zeit unter anderem auch Barasuis Erdbeeren & Marshmallows erschien. Der Media-Works-Verlag brachte diese Einzelkapitel auch in zwei Sammelbänden heraus. DrMaster verlegte die Sammelbände auf Englisch.